# V Campeonato Nacional Abierto de México
El V Campeonato Nacional Abierto de México 1968 fue una competición de bádminton celebrada en el Centro Deportivo Chapultepec AC, del 28 de noviembre al 1° de diciembre de 1968, en la Ciudad de México.
En esta competición participaron jugadores de bádminton de Tailandia, Perú, Canadá, los Estados Unidos, Yugoslavia y México.
En las semifinales de los sencillos varoniles, los dos mejores singlistas mexicanos fueron eliminados de la competición; Antonio Rangel fue derrotado por el jugador de talla mundial: Channarong Ratanaseangsuang (15-9 y 15-4), mientras que Roy Díaz González fue eliminado por el canadiense Jamie Paulson (15-7 y 15-3).
En las semifinales de los dobles varoniles, los hermanos Raúl Rangel y Antonio Rangel fueron derrotados por los futuros campeones Channarong Ratanaseangsuang y Jamie Paulson (15-3 y 15-7). Los otros finalistas fueron los mexicanos Jorge Palazuelos y Francisco Sañudo, quienes tuvieron una gran actuación eliminando en la otra semifinal a la pareja norteamericana integrada por Stan Hales y Larry Saben (4-15, 17-14 y 15-5).

## Finalistas
| V Campeonato Nacional Abierto de México 1968 |                                             |                                     |       |       |       |
| Categoría                                    | Ganador                                     | Finalistas                          | Set 1 | Set 2 | Set 3 |
| Singles varoniles                            | Channarong Ratanaseangsuang                 | Jamie Paulson                       |       |       |       |
| Singles femeniles                            | Carolina Allier                             | Lucero Soto                         |       |       |       |
| Dobles varoniles                             | Channarong Ratanaseangsuang - Jamie Paulson | Jorge Palazuelos - Francisco Sañudo |       |       |       |
| Dobles femeniles                             | Carolina Allier - Lucero Soto               |                                     |       |       |       |
| Mixtos                                       | Channarong Ratanaseangsuang - Lucero Soto   |                                     |       |       |       |